# Szarża pod Wólką Węglową
Szarża pod Wólką Węglową – jedna z kilku polskich szarż kawaleryjskich podczas kampanii wrześniowej. Była to ostatnia szarża w dziejach jazdy polskiej wykonana z udziałem całego pułku kawalerii; epizod bitwy nad Bzurą (III faza).

## Geneza
W dniach 9-20 września 1939 r. rozegrała się nad rzeką Bzurą największa bitwa kampanii wrześniowej, w której polskie wojska Armii „Poznań” gen. Tadeusza Kutrzeby i Armii „Pomorze” gen. Władysława Bortnowskiego starły się z oddziałami niemieckimi (bitwa nad Bzurą). Po początkowych dużych sukcesach strony polskiej, wojska niemieckie rozpoczęły kontrnatarcie, w wyniku którego większość sił polskich została okrążona i rozbita. Część oddziałów polskich (m.in. Podolska Brygada Kawalerii) przebiła się jednak z okrążenia i z 14 na 15 września przekroczyła Bzurę pod Brochowem, przechodząc do Puszczy Kampinoskiej. Ich celem było przedarcie się do oblężonej Warszawy. Droga przez las była bardzo ciężka, wolno poruszające się piaszczystymi drogami wojska napotykały liczne umocnione pozycje wroga, były dziesiątkowane przez niemieckie czołgi i samoloty. 18 września zostały zdobyte kolejno miejscowości Pociecha i Sieraków, a 19 września dotarto do Lasek. Zakład był już obsadzony przez Niemców, którzy na najwyższym budynku, domu św. Stanisława, ustawili karabiny maszynowe i razili pociskami polskie oddziały atakujące od strony Sierakowa. W końcu zdecydowano, że trzeba zrezygnować z dalszego natarcia, obejść Laski od północy i dotrzeć do stolicy przez Bielany.

## Przebieg szarży
Dowódca 14. pułku Ułanów Jazłowieckich z Podolskiej BK płk dypl. Edward Godlewski podjął decyzję o skróceniu drogi do Warszawy i postanowił skręcić na południe do Mościsk. Razem z nim tę trasę obrała także mała część 9 pułku Ułanów Małopolskich. Niespodzianie oba pułki natknęły się w Dąbrowie Leśnej koło Wólki Węglowej na Niemców, lecz płk E. Godlewski nie zmienił decyzji, tylko dał znak do szarży. Ułanów do brawurowego ataku poprowadził dowódca 3. szwadronu 14 puł, por. Marian Walicki. Dzięki zaskoczeniu Niemców podczas odpoczynku i odwadze polskich żołnierzy pozycje wroga zostały przełamane. Niestety nie rozpoznano, że w Mościskach, na skraju wsi, ustawione jest gniazdo niemieckich karabinów maszynowych i stoją czołgi, które zasypały szarżujących seriami pocisków. Pomimo jednak ciężkich strat (ok. 105 zabitych ułanów i 100 rannych, tj. łącznie ok. 20% stanu, w wyniku poważnych ran zmarł także por. M. Walicki), natarcie powiodło się; oba pułki przebiły się do Warszawy.

## Po bitwie
Po bitwie Orderem Virtuti Militari przez gen. Juliusza Rómmla odznaczony został kpr. Bronisław Czech, który podczas szarży podjął drzewce sztandaru 14 puł od rannego ułana i tym samym uratował je.